# Aulamorphus flavipes
Aulamorphus flavipes es un coleóptero de la familia Chrysomelidae. Fue descrita científicamente por primera vez en 1926 por Laboissiere.